# Hulk (fotbalista)
Givanildo Vieira de Souza (* 25. červenec 1986, Campina Grande), známější pod přezdívkou Hulk, je brazilský fotbalista a bývalý reprezentant, který od ledna 2021 hraje za brazilský klub Atlético Mineiro.
Jde o silného hráče s velkým fyzickým fondem, je rychlý a má kvalitní střelu. Svou přezdívku získal po hrdinovi ze seriálu The Incredible Hulk z roku 1978 (hraje jej herec Lou Ferrigno), dal mu ji jeho otec Djovan, zanícený fanoušek seriálu.

## Klubová kariéra

### Brazílie a Japonsko
Hulk se narodil v Campina Grande, Paraíba. Svoji profesionální kariéru zahájil v brazilském fotbalovém klubu EC Vitória z města Salvador (stát Bahia). Poté odešel na hostování do Japonska hrát za Kawasaki Frontale. O několik měsíců později byl poslán na hostování do druhé japonské divize, kde hrál v klubu Consadole Sapporo a působil zde po celou sezónu 2006. Vstřelil 25 gólů, o jeden méně, než nejlepší střelec druhé ligy.
V roce 2007 hostoval opět ve druhé divizi, tentokrát v klubu Tokio Verdy, kde byl ještě úspěšnější. Vstřelil 37 gólů ve 42 zápasech a stal nejlepším střelcem sezony. V roce 2008 ho Tokio Verdy odkoupilo, v sezóně odehrál za klub 13 zápasů a vstřelil 7 gólů.

### FC Porto
V roce 2008 po pobytu v Japonsku se Hulk stěhoval do Portugalska a podepsal kontrakt s obhájcem titulu FC Porto, které koupilo 50% z hráčových práv za 5,5 milionu eur a peníze putovaly uruguayskému klubu CA Rentistas.
Když se zranil marocký spoluhráč Tarik Sektioui, dostal možnost hrát a vsítil svůj první ligový gól v Portugalsku v domácím vítězství 2:0 proti CF Os Belenenses. Jak sezóna postupovala, stal se nepostradatelným hráčem a tvořil útočné trio s Cristianem Rodríguezem a Lisandrem Lópezem. Po několika skvělých výkonech v soutěži UEFA Champions League byl zvolen jako jeden z Top 10 stoupajících hvězd od UEFA. V srpnu 2009 prodloužil smlouvu s výkupní klauzulí šplhající ke 100 milionům eur do června 2014.
V sezóně 2009/10 se stal Hulk automaticky první volbou do útoku základní sestavy Porta. Avšak 20. prosince 2009 po porážce 0:1 s hlavním rivalem SL Benfica se porval v tunelu vedoucím k hrací ploše. Dostal čtyřměsíční zákaz pouze pro domácí soutěže. Zákaz byl později snížen na čtyři zápasy a Hulk se vrátil na trávník 28. března 2010 a dokázal vstřelit branku proti CF Os Belenenses (3:0). Odehrál o šest zápasů méně než v minulé sezóně a vstřelil 5 branek.
Sezónu 2010/11 začal úchvatným způsobem. Vstřelil šestnáct branek v prvních šestnácti zápasech, včetně hattricku proti KRC Genk v Evropské lize dne 26. srpna 2010 (4:2 výhra domácích, 7:2 celkové skóre). Od září do ledna vyhrál celkem 4× portugalskou cenu Hráč měsíce. Zároveň je jediným hráčem, který tuto cenu vyhrál celkem 8x.
Dne 13. května 2011 Porto zaplatilo částku 13,5 milionu eur CA Rentistas za dalších 40 procent hráčových práv, čímž se jejich celkový podíl zvýšil na 85%. Hulk poté znovu prodloužil smlouvu, tentokrát do roku 2016 a s výkupní klauzulí ve výši 100 milionů eur. Hulk dokončil sezonu s 36 góly v 53 zápasech, s Portem vyhrál několik titulů, včetně ligy a domácího poháru (Taça de Portugal).

### Zenit Petrohrad
3. září 2012 přestoupil do ruského celku Zenit Petrohrad – účastníka Ligy mistrů, ačkoli o něj měl zájem i vítěz Ligy mistrů ze sezóny 2011/12, londýnský klub Chelsea FC. Příchody Hulka a belgického legionáře Axela Witsela vyvolaly napětí mezi ruskými fotbalisty Zenitu, kterým se nelíbily výrazně vyšší mzdy nových akvizic. Kritikou nešetřil zejména kapitán Zenitu Igor Děnisov, kterého podporoval i Alexandr Keržakov.
V sezóně 2012/13 Evropské ligy pomohl Hulk Zenitu k postupu do osmifinále soutěže. V šestnáctifinále bylo týmu přilosováno anglické mužstvo Liverpool FC. První zápas skončil výhrou domácího Zenitu 2:0, Hulk vsítil jednu branku. V odvetě v Anglii vstřelil Hulk gól v 19. minutě. Ten se nakonec ukázal jako rozdílový, protože Liverpool dokázal poté vstřelit 3 branky, ale na postup mu to nestačilo. Díky prohře 1:3 a vstřelenému gólu na hřišti soupeře postoupil dále Zenit Petrohrad. 7. března absolvoval první zápas osmifinále proti švýcarskému klubu FC Basilej, Petrohrad prohrál na stadionu St. Jakob-Park 0:2. 14. března v domácí odvetě byl při vítězství 1:0 (gól dával Axel Witsel), což však Zenitu k postupu do čtvrtfinále nestačilo.
V odvetě třetího předkola Ligy mistrů 2013/14 7. srpna 2013 proti dánskému celku FC Nordsjælland vstřelil jednu branku, Zenit vyhrál 5:0 a po úvodní výhře 1:0 vyřadil dánský celek ze soutěže. 6. listopadu 2013 vstřelil gól proti svému bývalému týmu FC Porto v základní skupině Ligy mistrů, zápas skončil remízou 1:1. V sezóně 2014/15 získal se Zenitem ligový titul.

### SIPG FC
V létě 2016 přestoupil do čínského klubu Šanghaj SIPG.

### Atlético Mineiro
29. ledna 2021 se vrátil po 16 letech do Brazílie a podepsal smlouvu na 2 roky s klubem Atlético Mineiro. V roce 2021 vyhrál s týmem ligu i pohár a byl nejlepším střelcem ligy i poháru.

## Reprezentační kariéra
Hulk se poprvé představil v národním týmu Brazílie 14. listopadu 2009 v přátelském utkání proti Anglii v katarském Dauhá, který „kanárci“ vyhráli 1:0 (vystřídal v 67. minutě Luise Fabiana).
12. října 2011 v přátelském zápase proti Mexiku nastoupil Hulk v základní sestavě. Za stavu 1:1 byl v 80. minutě vystřídán Jonasem (Brazílie vstřelila v 83. minutě gól a vyhrála 2:1).
Své první góly v reprezentačním dresu vstřelil Dánsku 26. května 2012 v Imtech Areně v Hamburku během přátelského utkání, které Brazílie vyhrála 3:1 (jeho góly padly v 8. a 40. minutě utkání).
V přátelském utkání Brazílie s Mexikem 3. června 2012 (v USA) nastoupil Hulk v základní sestavě „kanárků“ a hrál do 77. minuty, kdy byl za stavu 2:0 pro Mexiko vystřídán. Utkání tímto výsledkem skončilo.
9. června 2012 se na stadionu Giants Stadium v East Rutherfordu v USA střetli v přátelském utkání dva jihoameričtí fotbaloví giganti – Brazílie s Argentinou. Hulk zvyšoval na průběžných 3:2, ale v zápase exceloval argentinský supertalent Lionel Messi, jenž vstřelil hattrick a dovedl svůj tým k výhře 4:3.

### LOH 2012
Hulk se v srpnu 2012 zúčastnil s brazilskou reprezentací do 23 let olympijského turnaje v Londýně, kde Brazílie dokráčela až do finále, ve kterém podlehla Mexiku 1:2. Hulk snižoval v nastaveném čase na konečných 1:2.

### Konfederační pohár FIFA 2013
Zúčastnil se Konfederačního poháru FIFA 2013 v Brazílii, kde domácí brazilský tým získal zlaté medaile po vítězství 3:0 ve finále nad Španělskem. Na turnaji se střelecky neprosadil.

### MS 2014
Trenér Luiz Felipe Scolari jej vzal na domácí Mistrovství světa 2014 v Brazílii. V semifinále proti Německu byl u historického brazilského debaklu 1:7, v prvním poločase Brazilci dovolili Němcům do 29. minuty pětkrát skórovat. Brazilci obsadili konečné čtvrté místo a zůstali bez medaile.

### Reprezentační góly
Góly Hulka za brazilskou reprezentaci do 23 let
| Gól | Datum       | Stadion                         | Soupeř | Skóre (min.)  | Výsledek | Soutěž   |
| --- | ----------- | ------------------------------- | ------ | ------------- | -------- | -------- |
| 010 | 11. 8. 2012 | Stadion Wembley, Londýn, Anglie | Mexiko | 01:2 0(90+1.) | 1:2      | LOH 2012 |

Góly Hulka za A-mužstvo brazilské reprezentace
| 010                | 26. 5. 2012  | Imtech Arena, Hamburk                    | Dánsko                | 00:1 0(8.)  | 1:3 | přátelské utkání |
| 02                 | 26. 5. 2012  | Imtech Arena, Hamburk                    | Dánsko                | 00:3 0(40.) | 1:3 | přátelské utkání |
| 03                 | 9. 6. 2012   | Giants Stadium, USA                      | Argentina             | 03:2 0(73.) | 3:4 | přátelské utkání |
| 04                 | 7. 9. 2012   | Estádio do Morumbi, São Paulo, Brazílie  | Jihoafrická republika | 01:0 0(74.) | 1:0 | přátelské utkání |
| 05                 | 10. 9. 2012  | Estádio do Arruda, Recife, Brazílie      | Čína                  | 04:0 0(52.) | 8:0 | přátelské utkání |
| 06                 | 11. 10. 2012 | Swedbank Stadion, Malmö, Švédsko         | Irák                  | 04:0 0(56.) | 6:0 | přátelské utkání |
| 07                 | 16. 11. 2013 | Sun Life Stadium, Miami, USA             | Honduras              | 00:5 0(74.) | 0:5 | přátelské utkání |
| 08                 | 19. 11. 2013 | Rogers Centre, Toronto, Kanada           | Chile                 | 01:0 0(14.) | 2:1 | přátelské utkání |
| 09                 | 3. 6. 2014   | Estádio Serra Dourada, Goiânia, Brazílie | Panama                | 03:0 0(46.) | 4:0 | přátelské utkání |
| Platí k 5. 7. 2014 |              |                                          |                       |             |     |                  |

## Individuální úspěchy

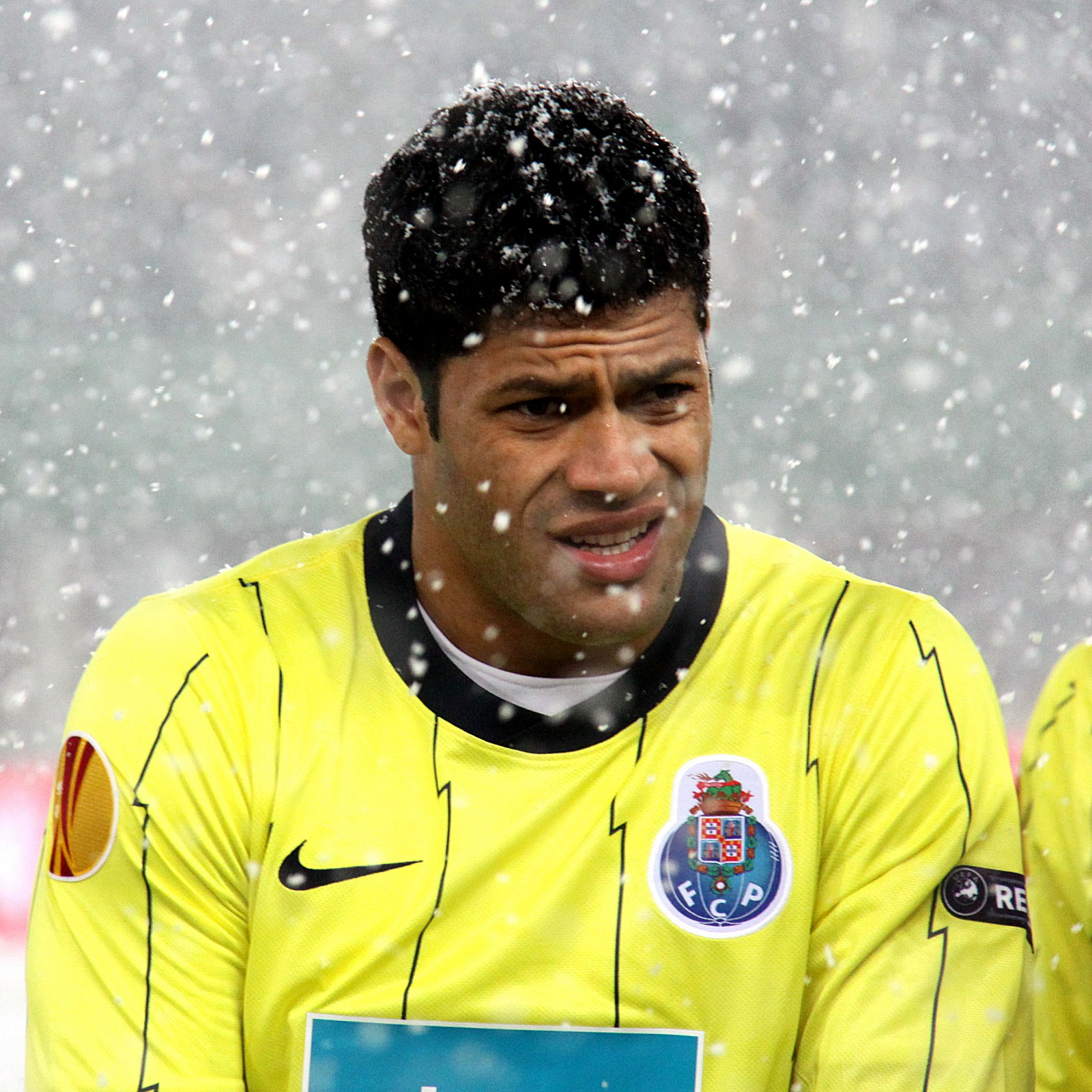
Brazilský legionář Hulk během zápasu Evropské ligy UEFA 2010/11 na stadionu Ernsta Happela ve Vídni (SK Rapid Vídeň - FC Porto 1:3)

- Nejlepší střelec J. League Division 2 (druhá nejvyšší japonská ligová soutěž) s 37 góly za klub Tokyo Verdy v roce 2007
- Hráč s největším zlepšením v portugalské lize (Primeira Liga Breakthrough Player) v sezóně 2008/09
- Nejlepší střelec portugalské ligy v sezóně 2010/11 – 23 gólů
- Nejlepší hráč portugalské ligy za sezónu 2010/11
- Nejlepší střelec ruské ligy v sezóně 2014/15
- Nejlepší střelec brazilské ligy v sezóně 2021
- Osminásobný držitel (a zároveň rekordman) portugalské ligové ceny Hráč měsíce